# Félix Salinas
Félix Salinas (* 11. Mai 1939 in Lima; † Oktober 2021) war ein peruanischer Fußballspieler. Er stand im Aufgebot der Nationalmannschaft seines Landes bei der Weltmeisterschaft 1970 in Mexiko.

## Karriere

### Verein
Salinas debütierte 1965 beim Club Centro Iqueño in der höchsten peruanischen Spielklasse. Nach einem Jahr wechselte er zu Universitario de Deportes, wo er bis 1972 viermal den peruanischen Meistertitel gewann. Anschließend ging er nach Mexiko. Dort spielte er von 1973 bis 1975 für den Club Puebla. 1976 beendete er seine Laufbahn als Spieler bei CD Zacatepec.

### Nationalmannschaft
Zwischen 1970 und 1972 bestritt Salinas zwölf Länderspiele für die peruanische Fußballnationalmannschaft, in denen er ohne Torerfolg blieb.
Er wurde in das peruanische Aufgebot für die Fußball-Weltmeisterschaft 1970 in Mexiko berufen, kam im Laufe des Turniers jedoch nicht zum Einsatz.

## Erfolge
- Peruanischer Meister: 1966, 1967, 1969 und 1971